# Афтальон, Альбер
Альбе́р Афтальо́н (фр. Albert Aftalion; 21 октября 1874, Русе, Болгария — 6 декабря 1956, Женева, Швейцария) — французский экономист родом из Болгарии, профессор Парижского университета, в 1909 году впервые открыл акселератор.

## Биография
Родился в еврейской семье сефардского происхождения 21 октября 1874 году в Русе, в Болгарии. Семья эмигрировала во Францию, в Нанси, в 1876 году.
В 1898 году получил докторскую степень по праву в Парижском университете, а в 1899 году там же он получил докторскую степень по экономике.
В 1900—1922 годах преподавал профессором в Лилльском университете, в 1922—1934 годах профессором кафедры статистики в Парижском университете, а в 1934—1940 годах профессором кафедры политэкономии Парижского университета. В 1940—1944 годах был отстранен от работы в университете в связи с еврейским статусом, это время он провёл в Тулузе. Затем был восстановлен в Сорбонне, и в 1944—1950 годах отработал до выхода на пенсию в 1950 году.
В 1950—1951 годах — первый президент Французской ассоциации экономических наук.

## Основной вклад в науку
С февраля по апрель 1909 года в Журнале политической экономии вышли статьи «Эссе о теории периодически повторяющихся кризисах. Реальность перепроизводства» А. Афтальо́на. В том же 1909 году была опубликована брошюра с тем же названием, а в 1913 году уже вышла двухтомная работа «Периодические кризисы перепроизводства» А. Афтальо́на, где впервые был описан эффект акселератора производного спроса, основанный на теории производства О. Бём-Баверка, в соответствии с которым изменения спроса на потребительские товары приводили к ускорению изменений спроса на инвестиционные товары.